# Ернан Карвальйо
Луїс Ернан Карвальйо Кастро (ісп. Luis Hernán Carvallo Castro, 19 серпня 1922, Сантьяго — 24 березня 2011, там само) — чилійський футболіст, що грав на позиції півзахисника за клуб «Універсідад Католіка», а також національну збірну Чилі. Дворазовий чемпіон Чилі. 

## Клубна кар'єра
У футболі дебютував 1945 року виступами за команду «Універсідад Католіка», кольори якої і захищав протягом усієї своєї кар'єри гравця, що тривала дванадцять років. 

## Виступи за збірну
1946 року дебютував в офіційних матчах у складі національної збірної Чилі. Протягом кар'єри у національній команді провів у її формі 7 матчів.
У складі збірної був учасником чемпіонату світу 1950 року у Бразилії, де зіграв з Англією (0-2) і Іспанією (0-2).
Помер 24 березня 2011 року на 89-му році життя у місті Сантьяго.

## Титули і досягнення
- Чемпіон Чилі (2):

«Універсідад Католіка»: 1949, 1954